# بوآ-کلمب
شهر بوآ-کُلُمب (به فرانسوی: Bois-Colombes) در شهرستان او-دو-سن در ناحیه ایل-دو-فرانس با جمعیت ۲۷٬۱۵۱ نفر در کشور فرانسه واقع شده‌است